# كورنيليوس هيل
كورنيليوس هيل (بالإنجليزية: Cornelius Hill)‏ هو قسيس أمريكي، ولد في 13 نوفمبر 1834، وتوفي في 25 يناير 1907 في Oneida, Wisconsin ‏ في الولايات المتحدة.